# Perquie
Perquie (gaskonsko Perquia) je naselje in občina v francoskem departmaju Landes regije Akvitanije. Naselje je leta 2009 imelo 367 prebivalcev.

## Geografija
Kraj leži v pokrajini Gaskonji ob reki Gaube, 20 km vzhodno od središča Mont-de-Marsana.

## Uprava
Občina Perquie skupaj s sosednjimi občinami Arthez-d'Armagnac, Bourdalat, Le Frêche, Lacquy, Montégut, Hontanx, Pujo-le-Plan, Saint-Cricq-Villeneuve, Sainte-Foy, Saint-Gein in Villeneuve-de-Marsan sestavlja kanton Villeneuve-de-Marsan s sedežem v Villeneuve-de-Marsanu. Kanton je sestavni del okrožja Mont-de-Marsan.

## Zanimivosti
- grad Château de Ravignan, zgrajen v 17. stoletju v slogu Ludvika XIII.,
- Château de Pomiès,
- Château de Gaube,
- cerkev sv. Martina,
- cerkev sv. Petra.